# Белобрюхая ящерица
Белобрюхая ящерица (лат. Darevskia unisexualis) — вид пресмыкающихся из рода скальных ящериц семейства настоящих ящериц. Латинское название рода дано в честь известного российского герпетолога И. С. Даревского (1924—2009).

## Внешний вид
Длина тел этих ящериц составляет около 7 см, хвост примерно в два раза длиннее. Голова, как у всех скальных ящериц, заметно уплощена. Белобрюхие ящерицы по средней линии горла имеют от 24 до 32 чешуек, а вокруг середины туловища — 49—55 чешуек. Чешуи туловища гладкие, выпуклые и несколько более крупные на боках.
Окраска верхней стороны тела этих ящериц бывает коричнево-бежевая, светло-коричневая, песочная или оливково-серая. На спине есть большой сетчатый узор из небольших, неправильной формы пятен, который занимает всю ширину спины, а на крайних брюшных щитках располагаются яркие голубые пятна. Нижняя сторона тела всегда имеет матово-белую окраску.
От похожих видов отличается белым брюхом с голубыми пятнами на его краях и щиткованием носовой области головы.

## Биологические особенности
После зимовки появляются с середины апреля по начало мая (включительно). Белобрюхие ящерицы питаются беспозвоночными — в основном насекомыми (более часто жуками и перепончатокрылыми), а также паукообразными, мокрицами, многоножками, земляными червями.
Размножаются партеногенетически (так называемое «девственное размножение», при которой женские половые клетки (яйцеклетки) развиваются во взрослом организме без оплодотворения). Сезон размножения заканчивается в конце июня — начале июля, когда самки откладывают 2—7 яиц (чаще 5 яиц размером 12,5 × 8 мм). Детеныши вылупляются из яиц в конце августа — начале сентября и имеют длину 25—27 мм.
По данным сайта Российского фонда фундаментальных исследований, с помощью мультилокусного ДНК-фингерпринтинга были выявлены мутантные (GATA)n-, (CT)n-, (CTG)n- и (GACA)n-фингерпринтные спектры у 84 исследованных особей белобрюхой ящерицы. Кроме того, оценки скорости мутаций микросателлитов (GATA)n оказались высокими, как и у двуполых видов, и составили 15 % на особь или 0,95 % на фрагмент микросателлита.

## Распространение и местообитание
Встречаются на территориях Армении (в горных ландшафтах северных и центральных районов), Турции (восточные районы, в частности — Эрзрум, Ардахан, Агры) и Грузии (южные районы). В основном обитают на высоте 1700—2000 м над уровнем моря — преимущественно на скалах, в нагромождениях камней и на каменистых склонах в горно-степных зон.

## Взаимодействие с человеком
Вид занесен в Красную книгу МСОП (оценивается как Near Threatened — близки к уязвимому положению), а также в Красную книгу Армении (оценивается как VU B1a — «уязвимый»). На территории Армении мероприятия по сохранению вида осуществляются в национальном парке «Севан».